# Tubeufia
Tubeufia of Kruikje is een geslacht van schimmels behorend tot de familie Tubeufiaceae. Het geslacht werd voor het eerst in 1898 beschreven door Penzig en Saccardo.

## Soorten
Volgens Index Fungorum telt het geslacht 59 soorten (peildatum december 2022):
| Soortnaam                          | Auteur(s)                                              | Publicatiejaar |
| ---------------------------------- | ------------------------------------------------------ | -------------- |
| Tubeufia abundata                  | Y.Z. Lu, J.C. Kang & K.D. Hyde                         | 2018           |
| Tubeufia acaciae                   | Tilak, S.B. Kale & S.V.S. Kale                         | 1970           |
| Tubeufia aciculospora              | Katum. & Y. Harada                                     | 1979           |
| Tubeufia aquatica                  | Z.L. Luo, Bhat & K.D. Hyde                             | 2017           |
| Tubeufia asclepiadis               | Bat. & R.G. de Souza                                   | 1961           |
| Tubeufia asiana                    | Sivichai & C.K.M. Tsui                                 | 2008           |
| Tubeufia bambusicola               | Y.Z. Lu, J.C. Kang & K.D. Hyde                         | 2018           |
| Tubeufia brevis                    | Y.Z. Lu, J.C. Kang & K.D. Hyde                         | 2018           |
| Tubeufia brevispina                | (M.E. Barr & Rogerson) J.L. Crane, Shearer & M.E. Barr | 1998           |
| Tubeufia brunnea                   | Y.Z. Lu, J.C. Kang & K.D. Hyde                         | 2018           |
| Tubeufia cerea (Olijfgeel kruikje) | (Berk. & M.A. Curtis) Höhn.                            | 1919           |
| Tubeufia chiangmaiensis            | Boonmee & K.D. Hyde                                    | 2014           |
| Tubeufia chlamydospora             | Y.Z. Lu, Boonmee & K.D. Hyde                           | 2018           |
| Tubeufia claspisphaeria            | Kodsueb                                                | 2004           |
| Tubeufia cylindrothecia            | (Seaver) Höhn.                                         | 1919           |
| Tubeufia dactylariae               | H.S. Chang                                             | 2003           |
| Tubeufia dentophora                | (G.Z. Zhao, Xing Z. Liu & W.P. Wu) Y.Z. Lu & K.D. Hyde | 2018           |
| Tubeufia dictyospora               | Y.Z. Lu, Boonmee & K.D. Hyde                           | 2018           |
| Tubeufia eccentrica                | Y.Z. Lu, J.C. Kang & K.D. Hyde                         | 2018           |
| Tubeufia entadae                   | Jayasiri, E.B.G. Jones & K.D. Hyde                     | 2019           |
| Tubeufia eugeniae                  | (Subhedar & V.G. Rao) A. Pande                         | 2008           |
| Tubeufia fangchengensis            | Y.Z. Lu, J.C. Kang & K.D. Hyde                         | 2018           |
| Tubeufia filiformis                | Y.Z. Lu, Boonmee & K.D. Hyde                           | 2017           |
| Tubeufia freycinetiae              | Tibpromma & K.D. Hyde                                  | 2018           |
| Tubeufia garugae                   | (C. Ramesh) A. Pande                                   | 2008           |
| Tubeufia geniculata                | (C.H. Kuo & Goh) Y.Z. Lu & K.D. Hyde                   | 2018           |
| Tubeufia guangxiensis              | Chaiwan, Boonmee, Y.Z. Lu & K.D. Hyde                  | 2017           |
| Tubeufia hechiensis                | Y.Z. Lu, J.C. Kang & K.D. Hyde                         | 2018           |
| Tubeufia helicoma                  | (W. Phillips & Plowr.) Piroz.                          | 1972           |
| Tubeufia helicomyces               | Höhn.                                                  | 1909           |
| Tubeufia hyalospora                | Y.Z. Lu, Boonmee & K.D. Hyde                           | 2016           |
| Tubeufia inaequalis                | Y.Z. Lu, J.C. Kang & K.D. Hyde                         | 2018           |
| Tubeufia javanica                  | Penz. & Sacc.                                          | 1898           |
| Tubeufia krabiensis                | Y.Z. Lu, Boonmee & K.D. Hyde                           | 2018           |
| Tubeufia latispora                 | Y.Z. Lu, Boonmee & K.D. Hyde                           | 2017           |
| Tubeufia laxispora                 | Y.Z. Lu, Boonmee & K.D. Hyde                           | 2017           |
| Tubeufia lilliputea                | (R.T. Moore) Y.Z. Lu & K.D. Hyde                       | 2018           |
| Tubeufia longihelicospora          | Boonmee, Promputtha & K.D. Hyde                        | 2021           |
| Tubeufia longiseta                 | D.Q. Dai & K.D. Hyde                                   | 2016           |
| Tubeufia machaerinae               | (Goos) Y.Z. Lu & K.D. Hyde                             | 2018           |
| Tubeufia mackenziei                | Y.Z. Lu, Boonmee & K.D. Hyde                           | 2017           |
| Tubeufia minuta                    | Munk                                                   | 1966           |
| Tubeufia pachythrix                | (Rehm) Rossman                                         | 1979           |
| Tubeufia palmarum                  | (Torrend) Samuels, Rossman & E. Müll.                  | 1979           |
| Tubeufia pandanicola               | Tibpromma & K.D. Hyde                                  | 2018           |
| Tubeufia parvispora                | Tibpromma & K.D. Hyde                                  | 2018           |
| Tubeufia parvula                   | Dennis                                                 | 1975           |
| Tubeufia roseohelicospora          | Y.Z. Lu, Boonmee & K.D. Hyde                           | 2016           |
| Tubeufia rubra                     | Y.Z. Lu, J.C. Kang & K.D. Hyde                         | 2018           |
| Tubeufia sahyadriensis             | Rajeshkumar, K.D. Hyde & Wijayaw.                      | 2019           |
| Tubeufia sessilis                  | Y.Z. Lu, J.C. Kang & K.D. Hyde                         | 2018           |
| Tubeufia silentvalleyensis         | (V.G. Rao & Varghese) A. Pande                         | 2008           |
| Tubeufia sympodihylospora          | Y.Z. Lu, J.C. Kang & K.D. Hyde                         | 2018           |
| Tubeufia sympodilaxispora          | Y.Z. Lu, J.C. Kang & K.D. Hyde                         | 2018           |
| Tubeufia sympodiophora             | (Matsush.) Y.Z. Lu & K.D. Hyde                         | 2018           |
| Tubeufia taiwanensis               | Y.Z. Lu & K.D. Hyde                                    | 2018           |
| Tubeufia tectonae                  | Doilom & K.D. Hyde                                     | 2016           |
| Tubeufia tratensis                 | Y.Z. Lu, J.C. Kang & K.D. Hyde                         | 2018           |
| Tubeufia xylophila                 | (P.N. Singh & S.K. Singh) Y.Z. Lu & K.D. Hyde          | 2018           |